# Samur
Der Samur (russisch Самур; aserbaidschanisch Samurçay) ist ein Fluss in Kaukasien mit 213 km Länge.
Er entspringt im westlichen Dagestan und bildet in seinem Unterlauf die Grenze zwischen dieser russischen Republik und Aserbaidschan, bevor er mit einem breiten Delta ins Kaspische Meer mündet. Da Wasser vom Samur für die Bewässerung entnommen wird, ist der Flusspegel stark zurückgegangen.
Die Region um den Samur wird in beiden Staaten vom Kaukasusvolk der Lesgier bewohnt und trägt darum auch den Namen Lesgistan.
Auf den etwa 80 km des östlichen, unteren Laufs bildet der Fluss die Staatsgrenze zwischen Russland und Aserbaidschan.